# التشيندوية
التشوندوية ( بالهانجا : 天道敎؛ تُكتب تشوندوية في كوريا الشمالية  ) هي ديانة كورية أصلية نشأت كاستمرار وتطور لدونغهاك، التي أسسها تشو جي-و (سو-أون) في عام 1860 خلال أواخر عهد أسرة جوسون كنقيض للمسيحية. تؤمن تشوندويسم بمبادئ نشر الفضيلة في جميع أنحاء العالم (布德天下)، وإنقاذ جميع الكائنات الحية من المعاناة (廣濟蒼生)، وحماية الأمة وضمان رفاهية الشعب (輔國安民)، وتحقيق الجنة على الأرض (地上天國).
في 1 ديسمبر 1905، أعاد سون بيونغ-هي، الزعيم الثالث للديانة تشوندو، هيكلة دونغهاك لتصبح ديانة مؤسسية تحت اسم ”تشوندو“. كان الهدف من هذا التحول هو إضفاء الطابع الرسمي على دونغهاك، التي كانت في السابق حركة فلسفية، وجعلها معترف بها قانونًا. بالإضافة إلى ذلك، كان الهدف من هذا الإصلاح حماية العقيدة من قمع القومية الكورية من قبل السلطات الاستعمارية اليابانية، التي سعت إلى القضاء على الحركات الأيديولوجية المحلية.

## الاسم
تُترجم كلمة تشونديجيو حرفياً إلى ”دين الطريق السماوي“، حيث تعني كلمة تشيون”السماء“، وتعني كلمة دو ”الطريق“ (تُكتب بنفس حرف كلمة تاو الصينية)، وتعني كلمة جيو ”الدين“ أو ”التعاليم“ أو ”المذهب“.

## العقيدة
كديانة ورثت تقاليد دونغهاك، يحافظ التشوندو على إطار أساسي يتوافق إلى حد كبير مع سلفه. خلال عصر دونغهاك، صرح تشوي جيو نفسه بأن دونغهاك هو وحدة بين الكونفوشيوسية والبوذية والطاوية. ومع ذلك، فبينما مبادئها متشابهة، فإن تطبيقها يختلف.
لفهم هذا القول، لا بد من دراسة الجوانب الرئيسية التي تركز عليها كل من هذه الأديان: الطبيعة (性)، والعقل (心)، والجسد (身).
تركز الطاوية في المقام الأول على التجارب الصوفية التي يتحد فيها الفرد مع الطاقة الكلية للسماء، مما يجعل العقل (心) محور ممارستها.  أما البوذية، التي تنظر إلى العالم على أنه زائل وفارغ، فلا توجه اهتمامها إلى الجسد المادي — الذي تعتبره مجرد قشرة — بل إلى الجوهر الأساسي للوجود، متوافقة مع الطبيعة (性).
في المقابل، تعطي الكونفوشيوسية الأولوية لتحقيق الرحمة والعدالة والأخلاق والحكمة، دون أن تدعي أن هناك حياة أخرى بعد الموت، حيث التزم كونفوشيوس نفسه الصمت في هذا الشأن. وبالتالي، تعتبر الكونفوشيوسية أن إدارة مجتمع مستقر وفاضل هو أسمى مسعى أخلاقي، مع التركيز على العمل المباشر في العالم المادي، وهو ما يولي أهمية للجسد.
وبالمثل، تقدر دونجاك التجارب الدينية التي يصبح فيها الفرد متحدًا مع هانول، الطاقة الحيوية للكون (心心). كما أنه يشجع على التأمل العميق في أصل الفرد في الهانول ويسعى إلى العودة النهائية إليه (性). في الوقت نفسه، يتطلب التطبيق العملي في العالم الحقيقي الاهتمام بالجسد (身身) أيضًا. وهكذا، من حيث مبادئها التوجيهية، تتماشى دونغهاك مع المسارات الروحية للطاوية والبوذية والكونفوشيوسية.
ومع ذلك، على عكس هذه التقاليد الثلاثة، التي يركز كل منها على أحد الجوانب الثلاثة - الطبيعة أو العقل أو الجسد - يسعى الدونغهاك إلى دمج الثلاثة بشكل كامل، بهدف تنمية الإنسان الكامل (全人) من أجل النهوض بالمجتمع والأمة. وفي هذا الصدد، فإن نهجها في التحقيق المباشر يميزها عن الأديان الثلاثة الراسخة.
في حين أن هذا يشكل جوهر عقيدة دونغهاك، إلا أن سون بيونغ-هيو قام في العام 46 من عهد بودوك (1905) بتحويل دونغهاك من حركة فلسفية إلى دين مؤسسي تحت اسم تشوندويسم. أدى هذا التحول إلى تطوير عقيدة دينية حديثة ونظام تنظيمي. مستوحاة من الهياكل الدينية الغربية، أنشأت تشوندويسم أماكن للعبادة (교당) وحديثت إطارها الإداري.
في الأقسام اللاحقة من كتاب Les Paroles Doctrinales du Maître Ui-am، ركز سون بيونغ-هي على دور الشوندو كديانة مؤسسية أكثر من التركيز على العقيدة نفسها. على سبيل المثال، في الفصل " 천도태원경(Cheondo Taeweongyeong) "، يروي ويقارن تاريخ الأديان البشرية، ويقدم التشوندو كذروة التطور الديني، متجاوزًا الأرواحية والتوحيد نحو نظام عقائدي يوحد بين البشر والإله.
الفصل الذي يحمل عنوان " 대종정의(Daejongjeongui) " يشرح بمزيد من التفصيل دور الديانة التشوندوية في المجتمع، مؤكداً أن الدين ليس مجرد صلاة وتجمع، بل يجب أن يوجه تطور الأخلاق الإنسانية (心學). ويدعو علماء الديانة التشوندوية إلى تثقيف بعضهم البعض، لضمان التقدم الجماعي نحو الحضارة المادية والأخلاقية.
في حين ركز تشوي جيو وتشوي سيهيونغ بشكل أساسي على شرح العقيدة، استكشف سون بيونغ-هيو بعمق بنية التشوندوية كديانة حديثة. سعى في جهوده إلى ترسيخ التشوندوية ليس فقط كحركة فلسفية، بل كديانة منظمة يمكن أن تقف جنبًا إلى جنب مع التقاليد الدينية العظيمة في العالم، مما يغرس الشعور بالهوية الدينية والفخر بين أتباعها.

## الأعياد
- شيونيل (天日) - 5 أبريل: إحياء ذكرى تنوير تشوي جي يو في عام 1860.
- جي-إيل (地日) - 14 أغسطس: يحيي ذكرى خلافة تشوي سي هيونغ كزعيم لدونجهاك في عام 1863.
- إينيل (人日) - 24 ديسمبر: يحيي ذكرى خلافة سون بيونج هوي كزعيم للتشيوندو في عام 1897.
- دويل (道日) - 18 يناير: يحيي ذكرى خلافة بارك إن هو كزعيم للتشيوندو في عام 1908.

## تاريخ

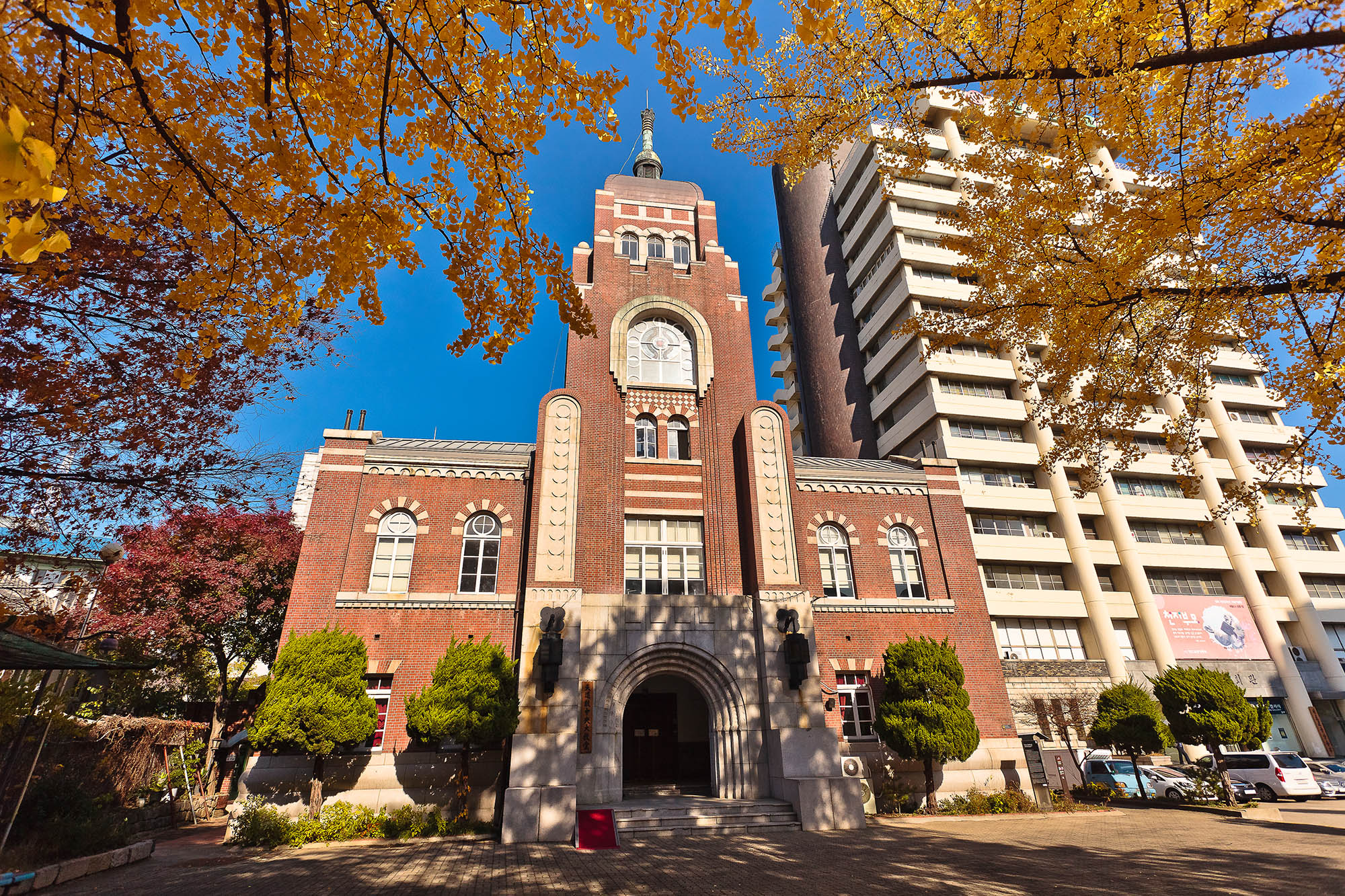
معبد تشيوندوغيو المركزي في سيول

ننشأ التشوندو من دونغهاك (”التعليم الشرقي“)، وهي حركة دينية ظهرت في كوريا في القرن التاسع عشر كرد فعل على التوغل الغربي، ولا سيما انتشار الكاثوليكية. بدأت حركة دونغهاك مع تشو تشي-و في عام 1860، الذي صاغ أيديولوجية دونغهاك في عام 1860 كبديل للكاثوليكية (”التعليم الغربي“)، التي كانت تكتسب زخمًا بين الطبقات الدنيا في كوريا بسبب قدرتها على توفير إحساس بالهيكل والاستقرار خارج نطاق الأسرة.  نظرًا لارتكازها على الأديان الراسخة — الكونفوشيوسية والبوذية والطاوية — والتزامها بتمثيل المثل العليا الشرقية، سرعان ما حظيت الحركة بقبول واسع بين الفلاحين. قدمت الحركة ”لأكثر الفئات اضطهادًا وقهرًا في المجتمع الكوري إحساسًا بقيمتها الجوهرية“.  نظرًا لأن الحركة كانت تعلم أن الإلهي يمكن أن يتجسد على الأرض (تعليم له ”آثار اجتماعية واقتصادية هائلة“)، فقد نظرت إليها بشكل سلبي من قبل الملاك المحليين والقوى الأجنبية الذين سعوا إلى حظر الحركة وأشرفوا على محاكمة تشوي وإعدامه في عام 1864. 
أصبحت ديانة التشونديوية ديانة معترف بها رسميًا في عهد زعيمها الثالث، سون بيونغ-هي.
تطورت الديانة التشوندوية في أوائل القرن العشرين من حركات تحرير الفلاحين دونغهاك في المقاطعات الجنوبية لكوريا، ولا سيما التمرد الفاشل، ولكن ذو الأثر الكبير، الذي وقع عام 1894. تعرض أتباع دونغهاك لاضطهاد شديد حتى إبرام معاهدة الحماية عام 1905، التي كفلت حرية الدين. لذلك، في 1 ديسمبر 1905، قرر سون بيونغ-هي تحديث الدين وإدخال عصر من الانفتاح والشفافية من أجل إضفاء الشرعية عليه في أعين اليابانيين، الذين كان لهم تأثير قوي على كوريا في ذلك الوقت. ونتيجة لذلك، قام رسميًا بتغيير اسم دونغهاك إلى تشوندويسم (”دين الطريق السماوي“). بعد ذلك، تم وضع دستور ومكتب عام مركزي للدين، مما أدى إلى مركزية الدين وجعله أكثر سهولة للجمهور.

## التاريخ الحديث
في عام 2005، كان للديانة التشوندوية حوالي 45,000 تابعا و280 كنيسة في كوريا الجنوبية. 
في كوريا الشمالية، تعترف الدولة بالديانة التشوندوية وتفضلها باعتبارها ديانة ثورية كورية مميزة.  ويمثل التشوندويون اسمياً في السياسة الكورية الشمالية من خلال حزب تشونغو التشوندوي الصغير. تسرد مذكرات الزعيم الكوري الشمالي كيم إيل سونغ بالتفصيل محاولته لإقناع رفاقه الشيوعيين بقبول مجند من أتباع الديانة التشوندوية  فورغم أن مذكرات كيم تنتقد الديانة الكورية بشكل خفيف (نظراً لوجهة نظره الماركسية-اللينينية)، فإنها تؤكد أيضاً على مدى قرب التشوندوية من الشكل الكوري للشيوعية.  من بين جوانب أخرى، تسلط مذكرات كيم الضوء على اهتمام المذهب التشوندوي بالقيمة الجوهرية لجميع الناس، وخاصة الفقراء والمساكين.  وفقًا لكيم، فإن المذهب التشوندوي هو ”دين تقدمي“ يتميز بحداثة مبادئه وروح المقاومة التي يتسم بها وبساطة طقوسه وممارساته وطبيعته الشعبية المتأصلة. 